# Greene (contea di Beaver)
Greene  è una township degli Stati Uniti d'America, nella contea di Beaver nello Stato della Pennsylvania. Secondo il censimento del 2000 la popolazione è di 2.705 abitanti.

## Società

### Evoluzione demografica
La composizione etnica vede una prevalenza della razza bianca (98,04%) seguita da quella afroamericana e nativa americana entrambe a 0,26%, dati del 2000.
| township di Greene Popolazione |       |
| 2000                           | 2.705 |
| Stima al 2009                  | 2.839 |